# ده آهنگ عاشقانه
ده آهنگ عاشقانه (ایتالیایی: Dieci canzoni d'amore da salvare؛ انگلیسی: Ten Love Songs) فیلمی در ژانر موزیکال به کارگردانی فلاویو کالتساوارا محصول سال ۱۹۵۳ است.